# Julian Kerbis Peterhans
Julian Christof Kerbis Peterhans (* 13. Dezember 1952 in Chicago, Illinois) ist ein US-amerikanischer Mammaloge. Sein Forschungsschwerpunkt sind die Kleinsäuger Ost- und Zentralafrikas.

## Leben
Kerbis Peterhans ist der Sohn der Architektin Gertrude Kerbis (1926–2016) und des Fotografen Walter Peterhans (1897–1960). 1974 erlangte er den Bachelor of Science am Beloit College in Wisconsin. 1979 graduierte er zum Master of Arts an der University of Chicago. Von 1981 bis 1982 war er Dozent an der Loyola University Chicago. Von 1987 bis 1989 war er Sammlungsmanager am Committee on Environmental Biology der University of Chicago. Im Jahr 1989 und von 1992 bis 1993 war er Co-Projektleiter an der National Science Foundation. 1990 wurde er mit der Dissertation The Roles of Porcupines, Leopards and Hyenas in Ungulate Carcass Dispersal: Implications for Paleoanthropology an der University of Chicago in Anthropologie zum Ph.D. promoviert. Im selben Jahr wurde er kuratorischer Mitarbeiter am Field Museum of Natural History in Chicago. 1992 war er Berater am forensischen Labor des United States Fish and Wildlife Service. 1993 wurde er wissenschaftlicher Mitarbeiter am Committee on Environmental Biology der University of Chicago. Seit 2004 ist er außerordentlicher Kurator an der Abteilung für Säugetiere am Field Museum of Natural History und außerordentlicher Professor für Naturwissenschaften an der Roosevelt University in Chicago.
Zu den Forschungsinteressen von Kerbis Peterhans zählen die Systematik und Verbreitung von afrikanischen Kleinsäugern, insbesondere solchen, die auf den Berggipfeln des Albertine Rift in Zentralafrika vorkommen, die Fossilisation von Säugetieren in afrikanischen Regenwäldern und Savannen, die Erstellung einer Sammlung von genetischen Fingerabdrücken, die zur Bestimmung von Prädationsfaktoren erforderlich sind, die Soziobiologie der Beutetiere und die Paläoanthropologie.
Im Jahr 2001 veröffentlichten Kerbis Peterhans und Thomas Patrick Gnoske die Studie The Science of ‘Man-Eating’ Among Lions Panthera leo with a Reconstruction of the Natural History of the ‘Man-Eaters of Tsavo’ über zwei menschenfressende Löwen, denen im Jahr 1898 laut John Henry Patterson, der diese Löwen erlegte, 135 Eisenbahnarbeiter am Tsavo-Fluss zum Opfer gefallen sein sollen. Nach der Untersuchung von historischen Aufzeichnungen, Forschungsarbeiten und Museumsexemplaren sowie Aufzeichnungen über andere Vorfälle mit menschenfressenden Löwen kamen sie zu dem Schluss, dass die tatsächliche Zahl der getöteten Eisenbahnarbeiter wahrscheinlich näher bei 28 lag. Der Tsavo-Vorfall war nicht so einzigartig wie bisher beschrieben: Kerbis Peterhans und Gnoske fanden heraus, dass menschenfressende Löwen in der Region Tsavo regelmäßig ab der ersten Hälfte des 19. Jahrhunderts bis zum Zweiten Weltkrieg auftraten.
Kerbis Peterhans ist Mitglied der American Society of Mammalogists. Im Jahr 2013 schrieb er einige Art-Einträge für Jonathan Kingdons Mammals of Africa.

## Erstbeschreibungen von Julian Kerbis Peterhans
Er gehört zu den Erstbeschreibern von einigen Spitzmaus-, Nagetier- und Fledermausarten, darunter Crocidura lwiroensis, Myosorex bururiensis, Myosorex gnoskei, Myosorex jejei, Myosorex kabogoensis, Myosorex meesteri, Praomys degraaffi, Rhinolophus kahuzi, Rhinolophus willardi, Suncus hututsi und Surdisorex schlitteri.

## Dedikationsnamen
Eine 2014 als eigenständige Art beschriebene Afrikanische Waldmaus wurde nach Julian Kerbis Peterhans benannt und erhielt den wissenschaftlichen Namen Hylomyscus kerbispeterhansi.